# Szántó Tibor (író)
Szántó Tibor Béla (Pécs, 1928. január 29. – Budapest, 1970. február 26.) magyar író, regényíró, novellista, újságíró.

## Életpályája
Négy polgárit végzett Pécsen, majd piaci hordár, kárpitosinas és kőművessegéd volt. 1946-ban Budapesten a Szabadság című lap rendőrségi riportere volt. Egy ideig Kaposváron és Szekszárdon újságíróként dolgozott. 1948-ban visszaköltözött Pécsre; magánúton leérettségizett és a Dunántúli Napló kaposvári kiadását szerkesztette. 1951-ben néhány hónapig Komlón segédmunkásként tevékenykedett. 1952-ben Pécsen megindította és 1957-ig szerkesztette (1954-től Galsai Pongráccal együtt) a Dunántúl című irodalmi folyóiratot. 1957-ben hét hónapot töltött vizsgálati fogságban, majd felmentették, a jogi következményektől mentesítették. 1958-ban Budapestre költözött.

### Munkássága
A Dunántúl című folyóirat amely elsőnek közölte Gáll István, Kalász Márton, Őrsi Ferenc írásait és jelentős szerepet töltött be a magyar irodalmi életben. Kezdeményezője volt a pécsi könyvkiadásnak (Dunántúli Magvető), megszervezte a Magyar Írók Szövetségének pécsi csoportját és rendszeressé tette a vitaesteket. Első novelláskötete Triciklin címmel Pécsen jelent meg. Visszavonultan élt, zárkózottságát növekvő szembaja is növelte. Első munkás tárgyú novelláit az 1950-es évek elejétől közölték a lapok. Regényeket is írt, de elsősorban novellista volt. Műveinek fő értéke a részletmegfigyelések gazdagsága, a lélektani finomságok iránti érzék és a tömör, frappáns jellemzés.

## Családja
Szülei Szántó István és Domber Margit voltak. 1965-ben, Budapesten házasságot kötött Márton Margittal.
Temetése a Farkasréti temetőben történt.

## Művei
- Triciklin (elbeszélés, Pécs, 1955)
- Bezières-i lehetetlenségek (elbeszélés, Budapest, 1957)
- Árnyékvilág (regény, Budapest, 1959)
- Valamelyik parancsolat (elbeszélés, 1960)
- Végjáték (regény, Budapest, 1963)
- Tízezer rendszám (regény, 1965)
- Tiszta lappal befejezni (1966)
- Bálnákról is beszélünk (regény, Budapest, 1968)
- Élet, halál, cigaretta (elbeszélés, Budapest, 1968)
- A Denevér-kastély (ifjúsági regény, Budapest, 1971)
- Titoktartás (válogatott elbeszélések, sajtó alá rendezte és az utószót írta: Galsai Pongrác, Budapest, 1971)
- A sötétülő ház (válogatott elbeszélések, 1980)